# Stevie Wonder's Original Musiquarium I
Albums de Stevie Wonder
Hotter Than July
(1980) The Woman in Red
(1984)
Stevie Wonder's Original Musiquarium I est une compilation du chanteur américain Stevie Wonder sortie en 1982 chez Tamla Records.
Revenant sur la période 1972-1980, le double album contient seize titres dont onze avaient été classés dans le Top 40 du Billboard Hot 100 au moment de sa sortie. Parmi les cinq autres, quatre pistes sont inédites (écrites entre 1981 et 1982) et occupent chacune la dernière position de chacune des faces. Trois de ces quatre chansons inédites se classeront au Billboard Hot 100 : le titre That Girl fait office de single de lancement (#4), suivi de Do I Do (#13), puis de Ribbon in the Sky (#54). La version de Do I Do présente sur l'album dure plus de dix minutes  et renferme un solo à la trompette de Dizzy Gillespie. Le titre sera raccourci pour sa version single.
Certifié Disque d'or par la RIAA, il obtient une quatrième place au Billboard 200 et une première place au classement des meilleures ventes d'albums R&B.
L'album sort le 4 mai 1982 chez Tamla Records sous la référence 6002TL2.

## Liste des pistes
Le classement indiqué est celui du Billboard Hot 100 (à la sortie de l'album).
| Disque Un - Face A | Disque Un - Face A            | Disque Un - Face A                  | Disque Un - Face A | Disque Un - Face A | Disque Un - Face A | Disque Un - Face A | Disque Un - Face A | Disque Un - Face A | Disque Un - Face A |
| No                 | Titre                         | Album initial                       | Durée              |                    |                    |                    |                    |                    |                    |
| ------------------ | ----------------------------- | ----------------------------------- | ------------------ | ------------------ | ------------------ | ------------------ | ------------------ | ------------------ | ------------------ |
| 1.                 | Superstition (#1)             | Talking Book (1972)                 | 4:25               |                    |                    |                    |                    |                    |                    |
| 2.                 | You Haven't Done Nothin' (#1) | Fulfillingness' First Finale (1974) | 3:29               |                    |                    |                    |                    |                    |                    |
| 3.                 | Living for the City (#8)      | Innervisions (1973)                 | 7:26               |                    |                    |                    |                    |                    |                    |
| 4.                 | Front Line                    | -                                   | 5:52               |                    |                    |                    |                    |                    |                    |
| 21:12              |                               |                                     |                    |                    |                    |                    |                    |                    |                    |

| Disque Un - Face B | Disque Un - Face B                                  | Disque Un - Face B                                               | Disque Un - Face B | Disque Un - Face B | Disque Un - Face B | Disque Un - Face B | Disque Un - Face B | Disque Un - Face B | Disque Un - Face B |
| No                 | Titre                                               | Album initial                                                    | Durée              |                    |                    |                    |                    |                    |                    |
| ------------------ | --------------------------------------------------- | ---------------------------------------------------------------- | ------------------ | ------------------ | ------------------ | ------------------ | ------------------ | ------------------ | ------------------ |
| 1.                 | Superwoman (Where Were You When I Needed You) (#33) | Music of My Mind (1972)                                          | 7:57               |                    |                    |                    |                    |                    |                    |
| 2.                 | Send One Your Love (#4)                             | Stevie Wonder's Journey through The Secret Life of Plants (1979) | 4:02               |                    |                    |                    |                    |                    |                    |
| 3.                 | You Are the Sunshine of My Life (#1)                | Talking Book (1972)                                              | 2:51               |                    |                    |                    |                    |                    |                    |
| 4.                 | Ribbon in the Sky                                   | -                                                                | 5:35               |                    |                    |                    |                    |                    |                    |
| 20:25              |                                                     |                                                                  |                    |                    |                    |                    |                    |                    |                    |

| Disque Deux - Face A | Disque Deux - Face A          | Disque Deux - Face A                | Disque Deux - Face A | Disque Deux - Face A | Disque Deux - Face A | Disque Deux - Face A | Disque Deux - Face A | Disque Deux - Face A | Disque Deux - Face A |
| No                   | Titre                         | Album initial                       | Durée                |                      |                      |                      |                      |                      |                      |
| -------------------- | ----------------------------- | ----------------------------------- | -------------------- | -------------------- | -------------------- | -------------------- | -------------------- | -------------------- | -------------------- |
| 1.                   | Higher Ground (#4)            | Innervisions (1973)                 | 3:46                 |                      |                      |                      |                      |                      |                      |
| 2.                   | Sir Duke (#1)                 | Songs in the Key of Life (1976)     | 3:52                 |                      |                      |                      |                      |                      |                      |
| 3.                   | Master Blaster (Jammin') (#5) | Hotter than July (1980)             | 5:08                 |                      |                      |                      |                      |                      |                      |
| 4.                   | Boogie On Reggae Woman (#3)   | Fulfillingness' First Finale (1974) | 4:55                 |                      |                      |                      |                      |                      |                      |
| 5.                   | That Girl                     | -                                   | 5:15                 |                      |                      |                      |                      |                      |                      |
| 22:56                |                               |                                     |                      |                      |                      |                      |                      |                      |                      |

| Disque Deux - Face B | Disque Deux - Face B | Disque Deux - Face B            | Disque Deux - Face B | Disque Deux - Face B | Disque Deux - Face B | Disque Deux - Face B | Disque Deux - Face B | Disque Deux - Face B | Disque Deux - Face B |
| No                   | Titre                | Album initial                   | Durée                |                      |                      |                      |                      |                      |                      |
| -------------------- | -------------------- | ------------------------------- | -------------------- | -------------------- | -------------------- | -------------------- | -------------------- | -------------------- | -------------------- |
| 1.                   | I Wish (#1)          | Songs in the Key of Life (1976) | 4:12                 |                      |                      |                      |                      |                      |                      |
| 2.                   | Isn't She Lovely (-) | Songs in the Key of Life (1976) | 6:32                 |                      |                      |                      |                      |                      |                      |
| 3.                   | Do I Do              | -                               | 10:27                |                      |                      |                      |                      |                      |                      |
| 21:21                |                      |                                 |                      |                      |                      |                      |                      |                      |                      |

## Classements
| Classement (1982)           | Meilleure Position |
| --------------------------- | ------------------ |
| Autriche                    | 15                 |
| Canada                      | 18                 |
| France                      | 12                 |
| Allemagne                   | 33                 |
| Pays-Bas                    | 15                 |
| Nouvelle-Zélande            | 5                  |
| Suède                       | 19                 |
| Royaume-Uni                 | 8                  |
| États-Unis (Billboard 200)  | 4                  |
| États-Unis (Hot R&B albums) | 1                  |

| Classement annuel (1982)    | Meilleure Position |
| --------------------------- | ------------------ |
| États-Unis (Billboard 200)  | 86                 |
| États-Unis (Cash Box)       | 32                 |
| États-Unis (Hot R&B albums) | 14                 |
| France                      | 28                 |

## Réédition en 2000
Il existe quelques différences entre la version de l'album sortie en 1982 et la version CD sortie en 2000.
Sur l'album original, les crédits ne mentionnaient que les participants des quatre nouvelles chansons. Ils sont maintenant donnés dans leur intégralité. C'est également le logo de la Motown qui apparait sur le boitier (seul celui de Tamla était présent sur la version originale).

## Certifications
| Région                  | Certification | Ventes  |
| ----------------------- | ------------- | ------- |
| Australie (ARIA)        | Or            | 25,000  |
| Nouvelle-Zélande (RMNZ) | Or            | 7,500   |
| Royaume-Uni (BPI)       | Or            | 100,000 |
| États-Unis (RIAA)       | Or            | 500,000 |